# Laurens Jozef Lelivelt
Laurens Jozef Lelivelt ('s-Hertogenbosch, 1708 - Leuven, 8 januari 1765) was een rooms-katholiek priester, hoogleraar en rector magnificus aan de Universiteit Leuven.

## Levensloop
Lelivelt studeerde aan het College de Valk en promoveerde er in de wijsbegeerte in 1726, waarbij hij de derde plaats behaalde op 136 studenten.
Hij werd hoogleraar wijsbegeerte in de Valk. In 1742 werd hij president van het Vigliuscollege. In 1743 promoveerde hij tot doctor in de theologie. In 1747 werd hij president van het Hollands College. Hij vernieuwde een deel van de gebouwen en werd een weldoener van het college, zowel tijdens zijn leven als bij testament. Hij stichtte ook nog een studentenbeurs.
Hij werd rector magnificus van de universiteit in 1746, 1747 en 1750.